# Station Le Pénity
Station Le Pénity is een spoorweghalte in de Franse gemeente Duault. Zij wordt bediend door treinen van het netwerk TER Bretagne op het traject Guingamp - Carhaix.